# لاچ اسلوی
لاچ اسلوی (به انگلیسی: Loch Sloy) یک کشتی بود که طول آن ۲۲۵ فوت ۴ اینچ (۶۸٫۶۸ متر) بود. این کشتی در سال ۱۸۷۷ ساخته شد.